# Phylloptera dimidiata
Phylloptera dimidiata är en insektsart som beskrevs av Brunner von Wattenwyl 1878. Phylloptera dimidiata ingår i släktet Phylloptera och familjen vårtbitare. Inga underarter finns listade i Catalogue of Life.